# Келих

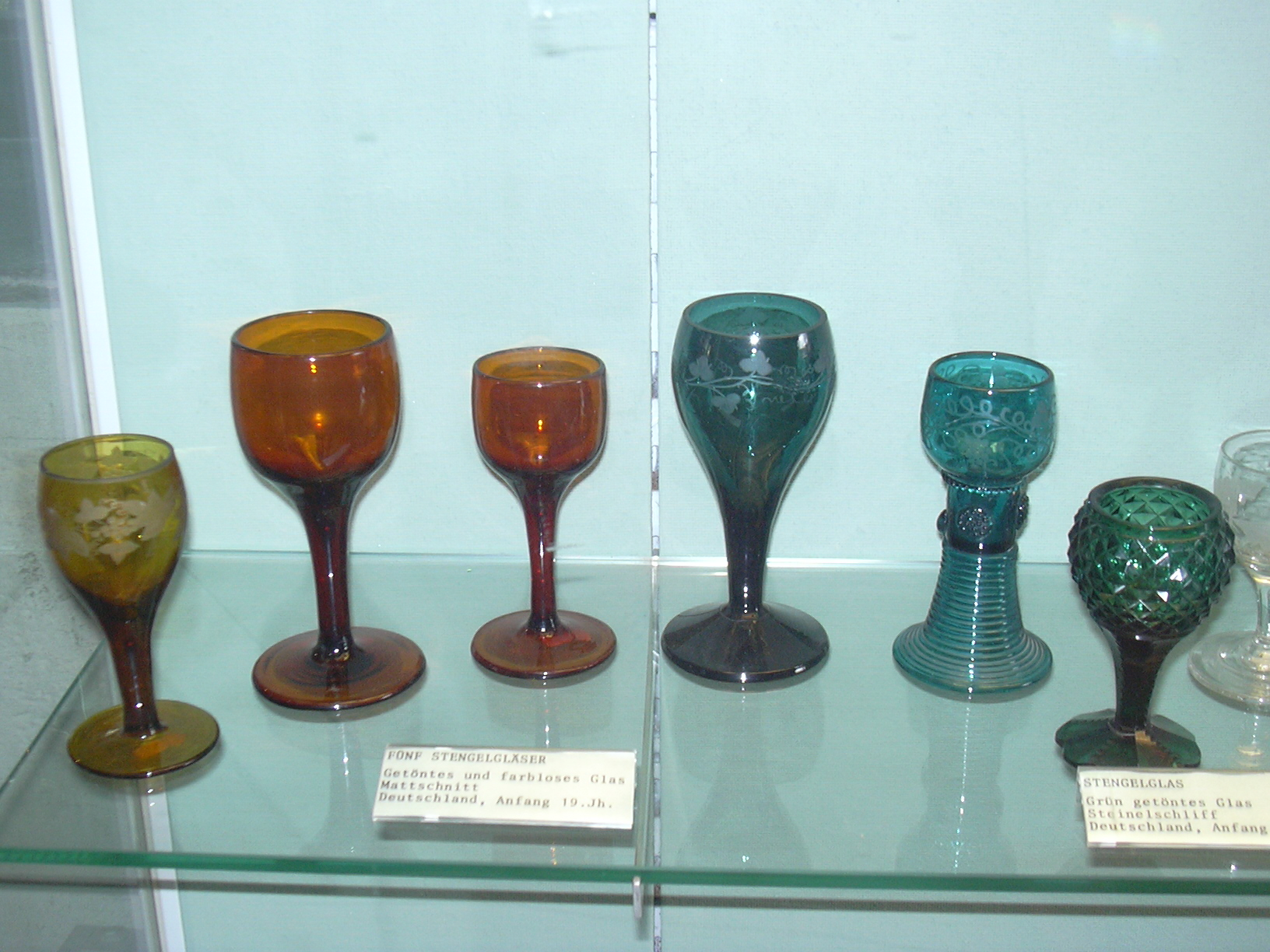
Різнокольорові келихи з музею вина в Рюдесгаймі-на-Рейні, XIX ст.

Ке́лих, рідше ке́лех (від пол. kielich < дав.-в.-нім. kelich) або бока́л (від фр. bocale < італ. boccale < лат. baucalis) — тонкостінна скляна чи кришталева (рідше металева, чи з інших матеріалів) посудина для вживання напоїв, здебільшого вина. Келих на відміну від кухля не має ручки та має ніжку.

## Види келихів

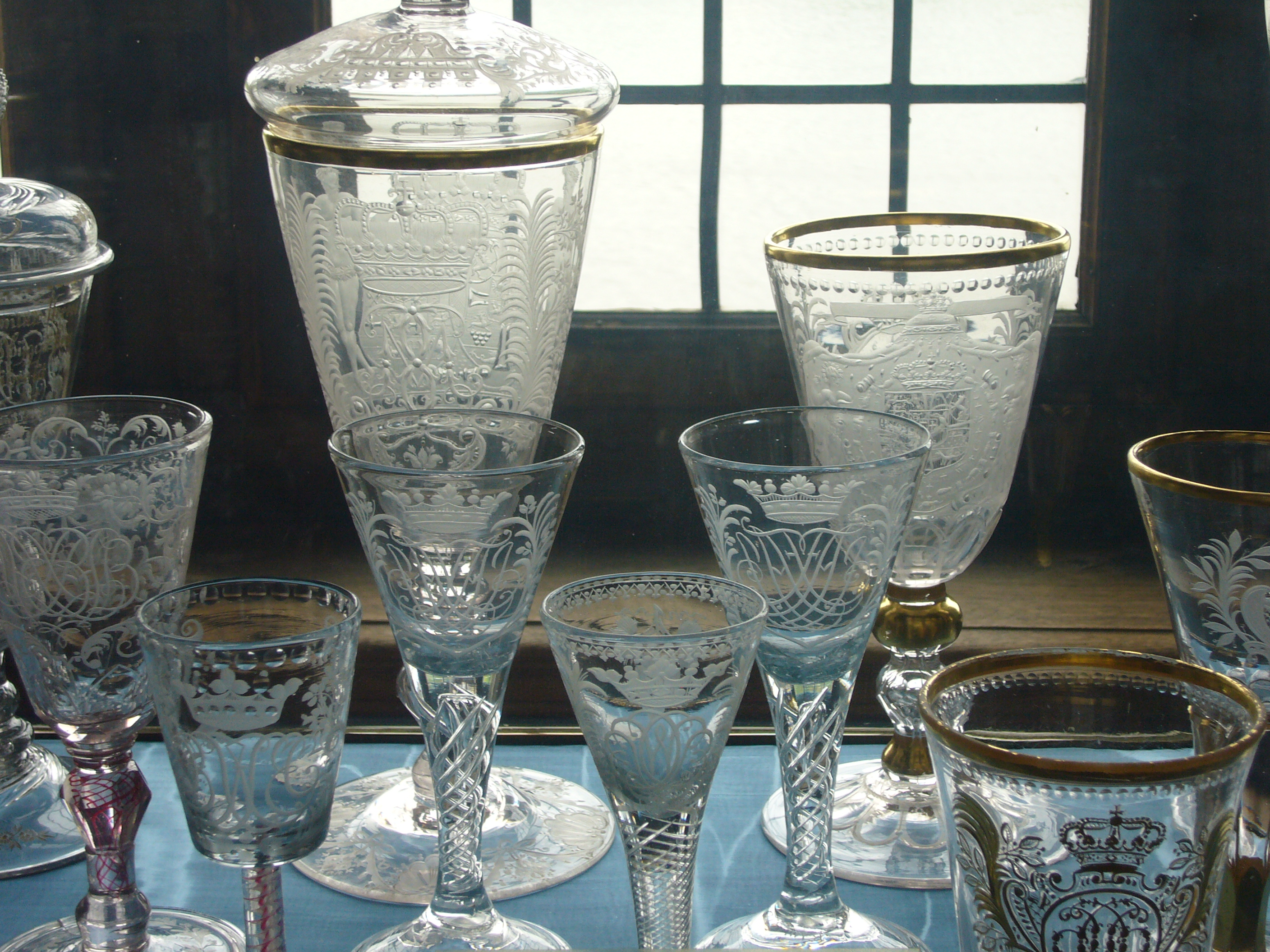
Келихи 18 ст.з музею Палацу Фредеріксборг, Данія

В залежності від напою розрізняють такі келихи:
- Для горілки. Місткість як правило 50 мл.
- Для кріплених (мадера, херес, портвейн) і десертних (мускат, кагор та ін.) вин. Місткість — 75 мл.
- Для білих сухих і напівсухих вин. Місткість — 100—150 мл. На високій ніжці, частіше — з кольорового скла.
- Для червоних столових вин. Місткість — 100—125 мл.
- Коньячний. Місткість — від 75 до 250 мл.
- Лікерний. На високій ніжці, кольоровий. Місткість — 25—30 мл.
- Для міцних коктейлів. На низькій ніжці. Місткість — 125—150 мл.
- Для коньяку за кавовим столом або в барах. Місткість — 100—125 мл. Розширюється донизу і звуженої форми, на низькій ніжці.
- Для шампанського. Конічної, видовженої, циліндричної, грушоподібної й креманчатої форми. Місткість — 125—150 мл.
- Для фруктово-ягідних соків, фруктово-ягідних коктейлів з морозивом або молочних (місткість — 200—350 мл).

## Сучасні форми

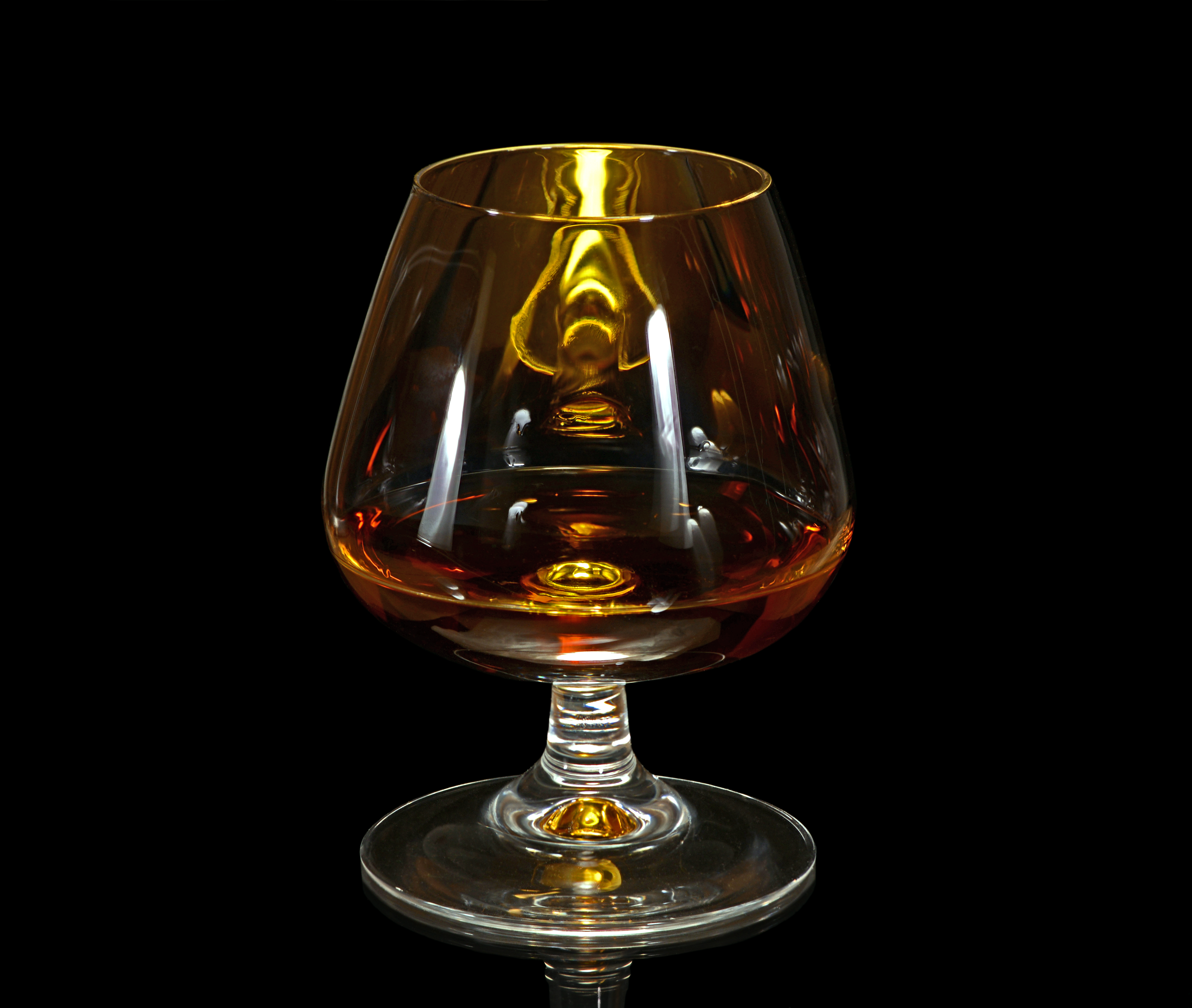
Келих для коньяку.

В 1950-х роках австрієць Клаус Рідель Йозеф створив різні типи келихів для вин різних регіонів Франції Італії, Австрії, текіли, аквавіта, вермуту, кіршвассера, граппи та інших напоїв. Винайдені ним форми використовуються і в наш час
.

## Взаємозв'язок між смаковими якостями вина і формою келиха

Келих червоного вина

Вперше був виявлений Клаусом Йозефом Ріделем, що розробив пізніше найкращі спеціальні келихи для вин.

### Біологічне обґрунтування
Рецептори, відповідальні за сприйняття різних смаків, знаходяться в різних частинах язика, а саме:
- гіркі смаки — задня частина, ближча до гортані;
- кислі смаки — бокові частини;
- солоні смаки — центр язика.

За допомогою форми ємності, з якої ми п'ємо, можна направити рідкі потоки або туди, де вони будуть з комфортом сприйняті, або туди, де вони будуть менш відчутні. Келихи для вина широкої, відкритої форми змушують нас робити ковтки, опускаючи голову вниз, у той час як келихи для вина з вузьким розтрубом змушують голову відкидатися назад так, щоб рідина текла під дією сили тяжіння. На смак головний вплив має саме первісна точка контакту вина з порожниною рота, яка також залежить від товщини стінки келиха, від діаметра ободка і його обробки (він може бути зрізаний і полірований або закруглений).

### Хімічне обґрунтування
Форма келиха впливає на вміст фенолів у вині (ароматичні сполуки, які визначають букет і якоюсь мірою смак вина). Приміром, в широкому келиху, де більша поверхня зіткнення вина з повітрям, фенольні з'єднання швидко перетворюються на ефіри, які надають напою виразнішого сухого смаку.
Великий об'єм келиха потрібен для передачі букету вина, оскільки він впливає на якість та інтенсивність ароматів. Вільний простір келиха повинен бути вибраний відповідно до індивідуальності вина або алкогольного напою. Червоне вино вимагає великого келиха, біле вино — келиха середнього розміру, а інші алкогольні напої — маленьких келихів (щоб зосередити увагу на фруктовій складовій напою, а не на алкоголі).
Келихом міг бути й череп ссавця.